# Ковылёвые
Ковылевые (лат. Stipeae) — триба однодольных растений подсемейства  Мятликовые (Pooideae), распространённых по всему миру.

## Роды
Триба включает в себя 22 рода, в которые входят около 600 видов.
Многие роды трибы ранее включались в род Ковыль, но затем с помощью филогенетического анализа были выделены в самостоятельные таксоны.
По данным NCBI триба включает в себе следующие роды:
- Achnatherum P.Beauv. — Чий
- Aciachne Benth.
- Amelichloa Arriaga & Barkworth
- Anatherostipa (Hack. ex Kuntze) Peñail.
- Anemanthele Veldkamp
- Anisopogon R.Br.
- Austrostipa S.W.L.Jacobs & J.Everett
- Anemanthele Veldkamp
- Celtica F.M.Vázquez & Barkworth
- Danthoniastrum (Holub) Holub
- Hesperostipa (M.K.Elias) Barkworth
- Jarava Ruiz et Pav.
- Lorenzochloa Reeder & C.Reeder
- Macrochloa Kunth
- Metcalfia Conert. — Меткалфия (растение)
- Nassella (Trin.) É.Desv. — Нассела
- Oloptum Röser & Hamasha
- Ortachne Nees
- Oryzopsis Michx.
- Pappostipa (Speg.) Romasch., P.M.Peterson & Soreng
- Patis Ohwi — Патис (растение)
- Piptatheropsis Romasch., P.M.Peterson & Soreng
- Piptatherum P.Beauv.
- Piptochaetium J.Presl
- Psammochloa Hitchc.
- Stipa L. — Ковыль typus
- Timouria Roshev. — Тимурия
- Triniochloa Hitchc.

## Галерея

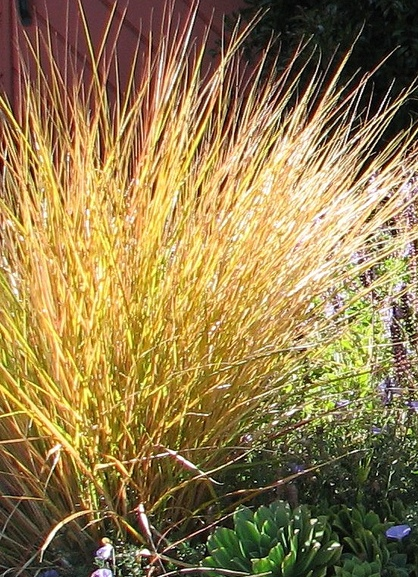
Anemanthele lessoniana
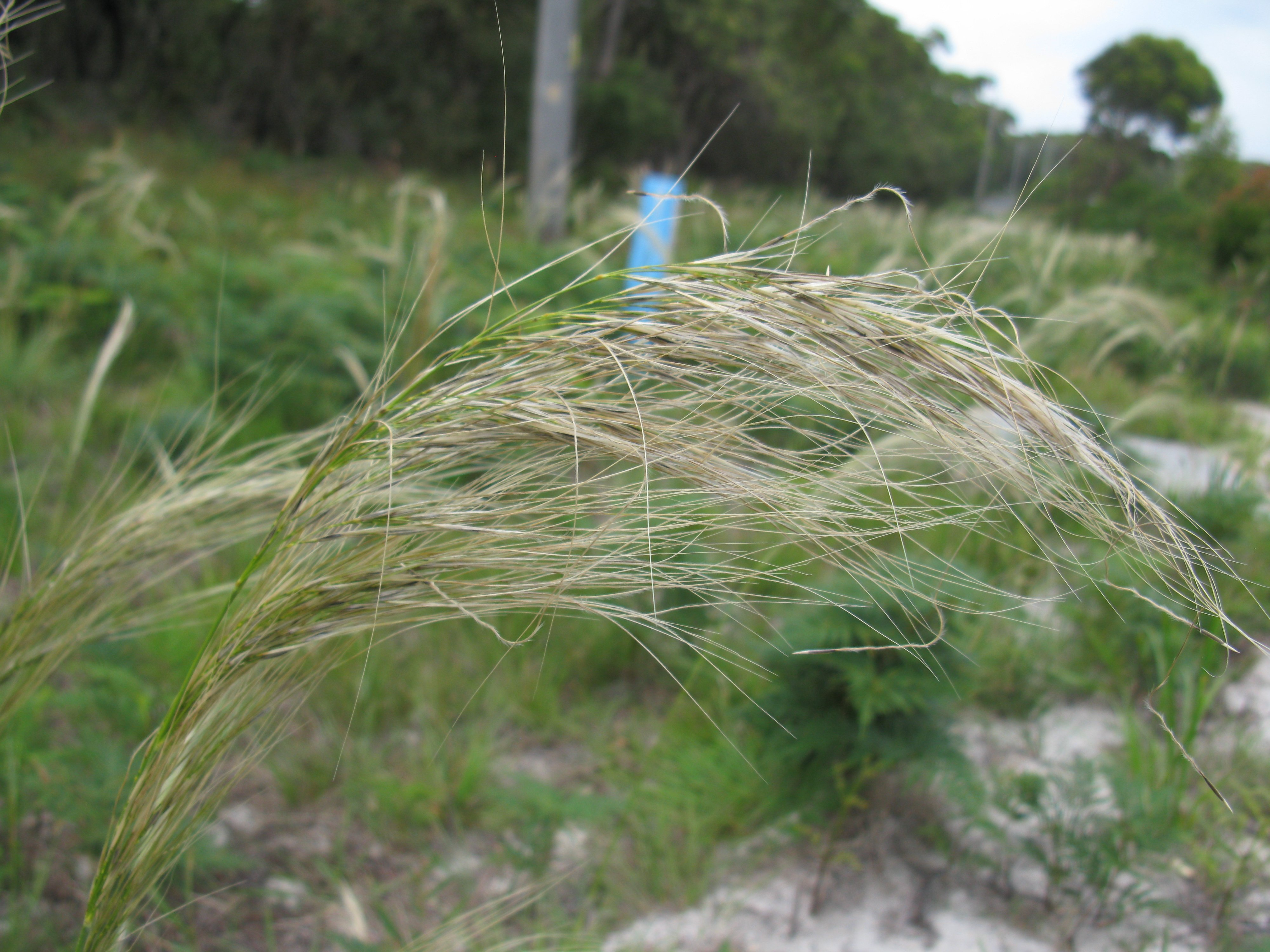
Austrostipa mollis
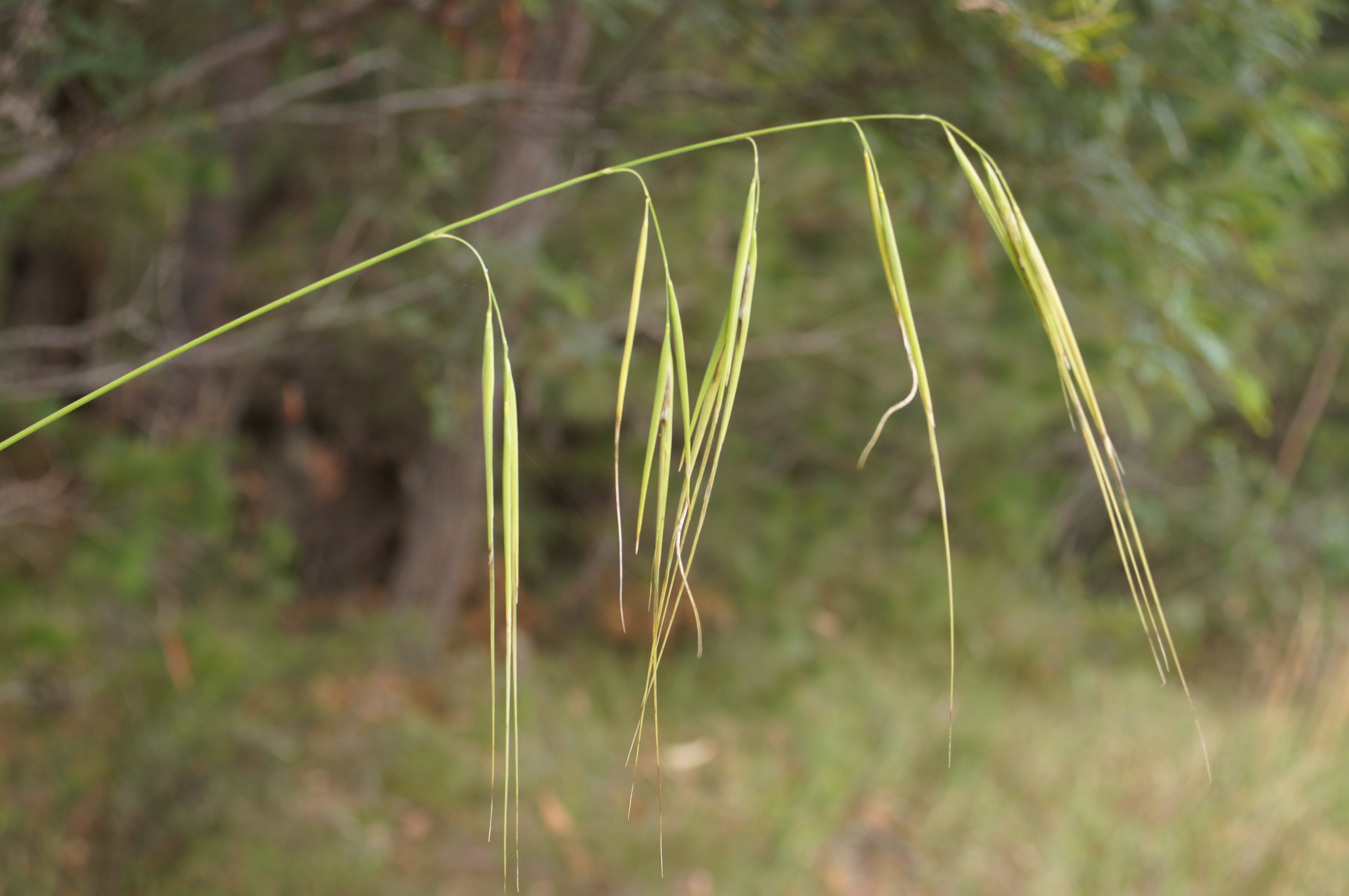
Anisopogon avenacea
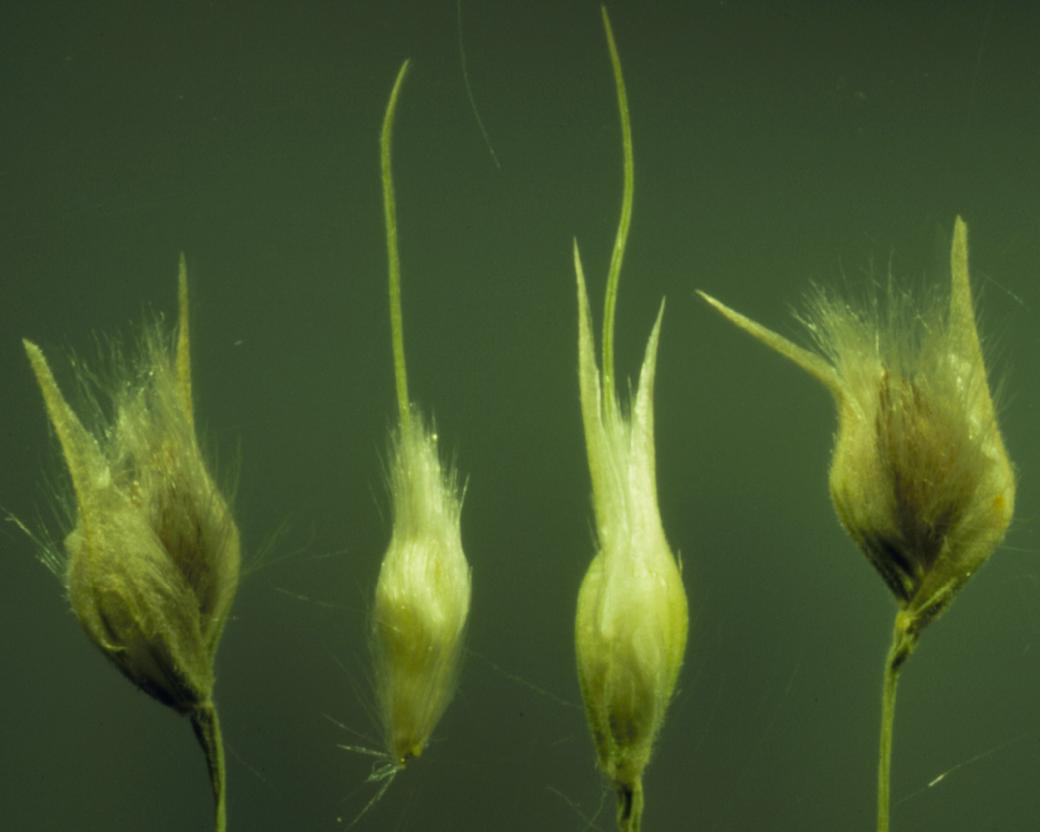
Oryzopsis hymenoides
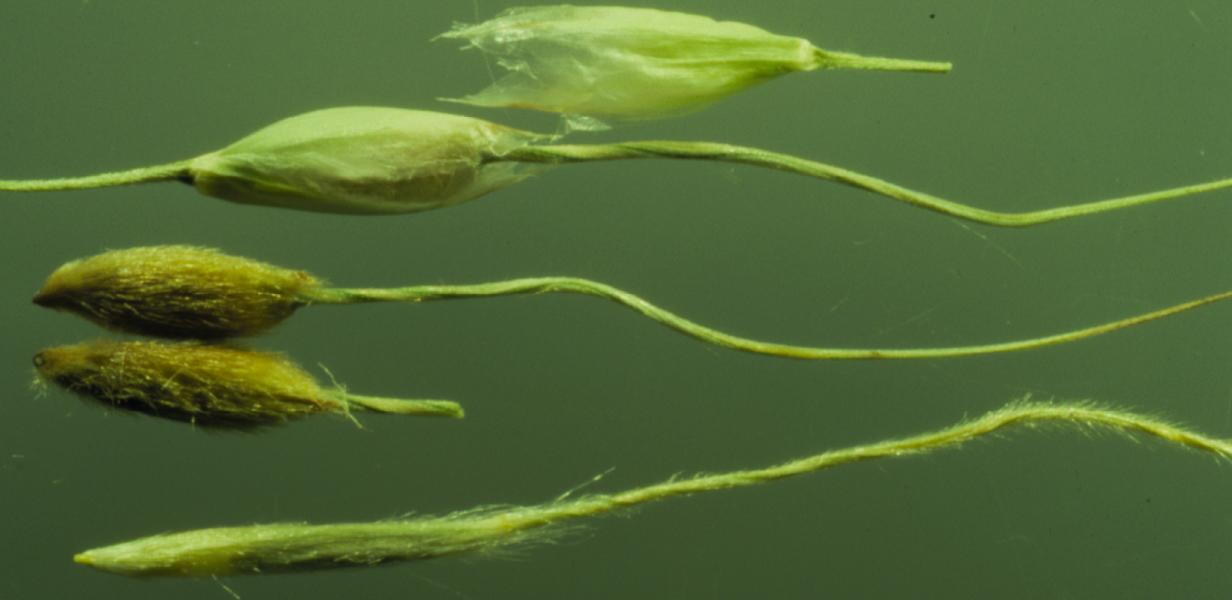
Piptochaetium fimbriatum